# Jon Kjørum
Jon Inge Kjørum (Hamar, 23 de mayo de 1965) es un deportista noruego que compitió en salto en esquí.
Participó en los Juegos Olímpicos de Calgary 1988, obteniendo una medalla de bronce en la prueba de trampolín grande por equipo (junto con Ole Christian Eidhammer, Ole Gunnar Fidjestøl y Erik Johnsen). Ganó una medalla de plata en el Campeonato Mundial de Esquí Nórdico de 1989, en la misma prueba.

## Palmarés internacional
| Juegos Olímpicos   | Juegos Olímpicos  | Juegos Olímpicos  | Juegos Olímpicos |
| Año                | Lugar             | Medalla           | Prueba           |
| ------------------ | ----------------- | ----------------- | ---------------- |
| 1988               | Calgary (Canadá)  | Medalla de bronce | TG por equipos   |
| Campeonato Mundial |                   |                   |                  |
| Año                | Lugar             | Medalla           | Prueba           |
| 1989               | Lahti (Finlandia) | Medalla de plata  | TG por equipos   |